# Groothusen
Groothusen è una località della Frisia orientale nella Bassa Sassonia, circa 15 km a nord-ovest della città portuale di Emden.
Il Warf di Groothusen, una collina artificiale creata per offrire protezione in caso di alte maree eccezionali o inondazioni, è lungo circa 500 metri e largo circa 130 metri.